# Heriberto Seda
Heriberto Seda, noto anche con lo pseudonimo di Zodiac di New York (New York, 31 luglio 1967), è un serial killer statunitense che ha colpito a New York dal 1990 al 1993 prima di essere catturato il 18 giugno 1996. Uccise tre persone e ne ferì altre cinque (quattro in modo critico). Si ritiene che abbia ammirato il serial killer dello Zodiaco per aver evitato la cattura. La polizia ha descritto Seda, un residente di Brooklyn, come un recluso ossessionato dall'astrologia e dalla morte. Seda è stato formalmente accusato il 21 giugno 1996, imprigionato nel 1998 e condannato a 232 anni di reclusione.

## Crimini
Seda ha attaccato persone in tutta la città di New York, inviando messaggi di scherno alla polizia e ai media dopo ogni crimine. I messaggi includevano codici basati su bandiere di segnali marittimi internazionali, che il giornalista del New York Post Kieran Crowley decodificò con l'assistenza di suo suocero, un veterano della crittografia della seconda guerra mondiale e della SIGINT .
Le lettere dell'assassino alla polizia affermavano che stava selezionando le sue vittime in base ai loro segni zodiacali e implicavano che avrebbe agito solo in determinati momenti in cui specifiche stelle erano visibili nel cielo notturno. La polizia consultò un astronomo professionista, le cui previsioni su quando l'assassino avrebbe colpito si sono rivelate piuttosto accurate. Seda utilizzava un'arma da fuoco improvvisata, spiegando nei suoi messaggi che la mancanza di segni di rigatura sui proiettili avrebbe impedito la sua cattura. 
La polizia di New York ha considerato la possibilità che il famigerato Zodiac Killer potesse essersi trasferito sulla costa orientale e aver ripreso i suoi crimini dopo due decenni di inattività. Alla fine degli anni '60 lo Zodiac Killer uccise almeno cinque persone e ne ferì altre due nell'area di San Francisco. Inviò diverse lettere provocatorie e messaggi in codice ai media locali e non è mai stato identificato. Tuttavia, un grafologo e una consultazione con le autorità della California esclusero questa possibilità.

## Cattura
Nel marzo 1994, Seda venne arrestato per possesso di un'arma mortale dopo che la polizia notò un rigonfiamento sospetto nella tasca della giacca che nascondeva una delle sue pistole con cerniera. La polizia stabilì che l'arma non era funzionante e il difensore d'ufficio di Seda riuscì a far cadere tutte le accuse e il suo arresto fu cancellato. Seda interpretò degli eventi come un presagio a favore delle sue azioni. 
A 26 anni, Seda era un disoccupato che aveva abbandonato la scuola superiore e viveva con la madre e la sorellastra. Era stato un bravo studente delle superiori, ma fu espulso dopo aver portato a scuola una pistola da starter .  Preferì ritirarsi piuttosto che frequentare sessioni di consulenza obbligatoria per essere riammesso a scuola.  Era disoccupato e sostenuto dalla madre, ma otteneva denaro rubando monete da telefoni pubblici e distributori automatici. 
Seda abusava mentalmente e fisicamente della sua sorellastra adolescente, Gladys "Chachi" Reyes. Durante uno scontro con lei e il suo ragazzo il 18 giugno 1996, Seda estrasse un'arma e iniziò a minacciare la coppia. Mentre il ragazzo di Reyes si nascondeva in camera da letto, la sorella cercò di scappare attraverso la porta principale, ma Seda le sparò nelle natiche. Ferita ma ancora in grado di camminare, si recò all'appartamento del vicino dove chiamò la polizia.
Dopo un'ora di stallo con la polizia, Seda lasciò le sue armi e fu arrestato.

## Indagini e processo
Le autorità inizialmente non fecero nessun collegamento tra l'arresto di Seda per l'incidente di violenza familiare e la serie di omicidi irrisolti. Tuttavia, firmò la dichiarazione scritta a mano sull'incidente familiare con un simbolo simile a quello posto sulle lettere di scherno alla polizia dall'assassino ancora non identificato.
Da lì, la polizia iniziò a concentrarsi su Seda come sospetto. Nonostante la sua idea secondo cui non avrebbe mai potuto essere collegato ai crimini a causa della mancanza di rigature sulle pistole improvvisate, la polizia è stata in grado di utilizzare prove con segni di utensile per collegare Seda agli attacchi. Vennero inoltre trovate delle impronte digitali, e l'analisi grafologa determinò una forte somiglianza tra la dichiarazione di Seda e le lettere anonime. Ma soprattutto la polizia rinvenne il DNA di Seda su uno dei francobolli che erano stati usati per spedire una lettera alla polizia.
Seda provocò ripetute interruzioni in tribunale, con sfoghi vari e gridando al giudice.
Il 24 giugno 1998, Seda fu condannato da una giuria dopo un processo di sei settimane presieduto dall'onorevole Robert J. Hanophy, giudice della Corte suprema statale per la contea del Queens, New York. Il caso fu seguito dagli assistenti procuratori distrettuali Robert J. Masters e Raymond E. Scheer. L'accusa presentò la testimonianza di 45 testimoni e introdusse 150 elementi di prova. Seda era rappresentato dagli avvocati nominati dal tribunale David A. Bart e John S. Wallenstein.

## Vittime
| Data           | Vittima              | Segno zodiacale | Stato         | Descrizione |
| -------------- | -------------------- | --------------- | ------------- | --- |
| 8 marzo 1990   | Mario Orozco         | Scorpione       | Sopravvissuto | Colpito alla schiena. Il proiettile è rimasto bloccato vicino alla spina dorsale.                                 |
| 29 marzo 1990  | Jermaine Montenesdro | Gemelli         | Sopravvissuto | Colpito al torso sinistro, nella parte inferiore. Il proiettile gli ha attraversato il fegato.                    |
| 31 maggio 1990 | Joseph "Joe" Proce   | Toro            | Deceduto      | Colpito nella parte bassa della schiena, al rene. Sopravvisse all'attacco, ma morì in ospedale il 24 giugno 1990. |
| 19 giugno 1990 | Larry Parham         | Cancro          | Sopravvissuto | Colpito al petto. Il proiettile ha mancato l'aorta ed è uscito dal corpo attraverso l'ascella destra.             |
| 10 agosto 1992 | Patricia Fonte       | Leone           | Deceduta      | Colpita due volte e poi pugnalata più di 100 volte.                                                               |
| 4 giugno 1993  | James "Jim" Weber    | Bilancia        | Sopravvissuto | Colpito alle natiche.                                                                                             |
| 20 luglio 1993 | John DiAcone         | Vergine         | Deceduto      | Colpito alla testa a distanza ravvicinata.                                                                        |
| 2 ottobre 1993 | Diane Ballard        | Toro            | Sopravvissuta | Colpita al collo. Il proiettile ha mancato le arterie vitali ma si è conficcato nella spina dorsale.              |

## Vita privata
In prigione, Seda ha iniziato una relazione sentimentale con Synthia-China Blast, una donna transgender che sta scontando una pena per un omicidio legato a una gang.